# هلام السيليكا
هلام السيليكا هي مادة حبيبية، لها بريق زجاجي، مسامية وهي شكل من أشكال ثاني أكسيد السيليكون تخلق اصطناعيا من سيليكات الصوديوم. هلام السيليكا صعب وقاسي. وهو أكثر صلابة من هلام السيليكا المنزلية الشائعة ومن صورها الجيلاتين أو الأجار. وهو معدن طبيعي حيث يتم تنقيته ومعالجته وتحويله إلى أي شكل سوى كان حبيبات أو خرز. ونتيجة لجفافه، فإنه لديه متوسط حجم المسام من 2.4 نانومتر، ولها صلة قوية بجزيئات الماء. و هلام السيليكا أكثر شيوعا في الحياة اليومية نحو الخرز الصغير
السيليكا جل يتكون من مادة السيليكا و هي مادة شديدة الامتصاص للرطوبة ، و ذات درجة حموضة عالية ، الأمر الذي يبين لنا الغرض من وضعها في الأحذية ،حقائب اليد، و كذا داخل علب الأجهزة الإلكترونية و ذلك للحفاظ على هذا النوع من السلع لمدة أطول لكونها معرضة للتلف من الرطوبة خاصة السلع الجلدية الالكترونية و الغذائية أيضا، إذ يتم اضافته بنسب مدروسة إلى بعض المواد الغذائية بحيث لا يسبب أي أمراض أو تسمم ،كما ان بعض حبوب الأدوية تحوي على كمية من جل السيليكا ليحميها من الرطوبة التي تؤثر عليها بشكل ضار، إلا أن هذه المادة تبقى سامة نوعا ما لذا وجب إبعادها عن متناول الأطفال .

## التاريخ
ظهر هلام السيليكا إلى حيز الوجود في وقت مبكر من عام 1640م بواسطة الفضول العلمي. تم استخدامها في الحرب العالمية الأولى من أجل امتزاز الأبخرة والغازات في اقنعة الغازات و للدموع. كان ذلك بعد براءة اختراع التوجيه الاصطناعي لإنتاج هلام السيليكا التي كتبها أستاذ الكيمياء والتر A. باتريك (Walter A. Patrick) في جامعة جونز هوبكنز في عام 1918.
في الحرب العالمية الثانية، كان هلام السيليكا لا غنى عنه في المجهود الحربي للحفاظ على البنسلين والمعدات العسكرية الجافة حماية من التلف بالرطوبة. في الحرب العالمية الثانية، كان هلام السيليكا لا غنى عنه في المجهود الحربي للحفاظ على البنسلين والمعدات العسكرية الجافة حماية من التلف بالرطوبة [بحاجة لمصدر]، كسائل تكسير كيميائي حفاز لإنتاج اوكتان عالي الجازولين، وكدعم حافزا لتصنيع بوتادين من الايثانول، في البرامج المغذية المستخدمة في إنتاج المطاط الصناعي .

## الانواع
النوع A - فيه الكريات واضحة، قطر المسام التقريبي: 2.5 على & nbsp؛ نانومتر، وخصائص يستخدم في التجفيف وواقي من الرطوبة ، ويمكن أن تستخدم كناقلات للمواد الحافزة، وماصة، وفواصل مكثف الضغط المتغير .
النوع B - فيه الكريات بيضاء شفافة، قطر المسام: 4.5 - 7.0 &؛nm nbsp نانومتر، وهي ممتزات سائلة وحاملات العطور الأكثر جفافا و، ويمكن أيضا أن تستخدم كناقلات محفزة، وفي حاويات القمامة.
النوع C - شفافة، بنية مسامية دقيقة، المواد الخام اللازمة لإعداد هلام سيليكا حاويات القمامة. بالإضافة إلى ذلك تجفف، وتفحص، وأنها تشكل هلام السيليكا المسامي الصغير الذي يستخدم كمجفف، ممتز وناقل للمواد الحافزة.

## الخصائص
السيليكا جل لها مساحة محددة عالية (حوالي 800 m2/g)عادة ما يكون لونها شفافا. إن من أهم مميزات السيلكا جل أنها تعتبر مادة مجففة وتمتص الغازات . ولهذا السبب توجد في معظم المُنتجات .

## التجديد واعادة الاستعمال
وبمجرد ما تصبح مشبعة بالماء، الهلام يمكن تجديده بتسخينه إلى 120 على & nbsp؛ °C (250 على & nbsp؛ °F) لمدة 1-2 ساعة. وبعض أنواع من هلام السيليكا «البوب» عندما تتعرض لكمية كافية من الماء. ويتسبب ذلك من خلال تكسر من كرات السيليكا عند الاتصال الماء. نقوم بتجفيف السيلكا جل وذلك بتسخينها عند درجة حرارة أعلى من 300 م 

## التحضير
عن طريق تحمض محلول مائي من سيليكات الصوديوم لإنتاج راسب هلامي ثم يتم غسله، ثم تجفيفه لإنتاج السيليكا جل عديمة اللون. عندما باتباع الدلالة الواضحة لمحتوى الرطوبة من هلام السيليكا، رباعي كلورو كوبالت الأمونيوم (II)
(NH4)2CoCl4

## التطبيقات

### المجففات

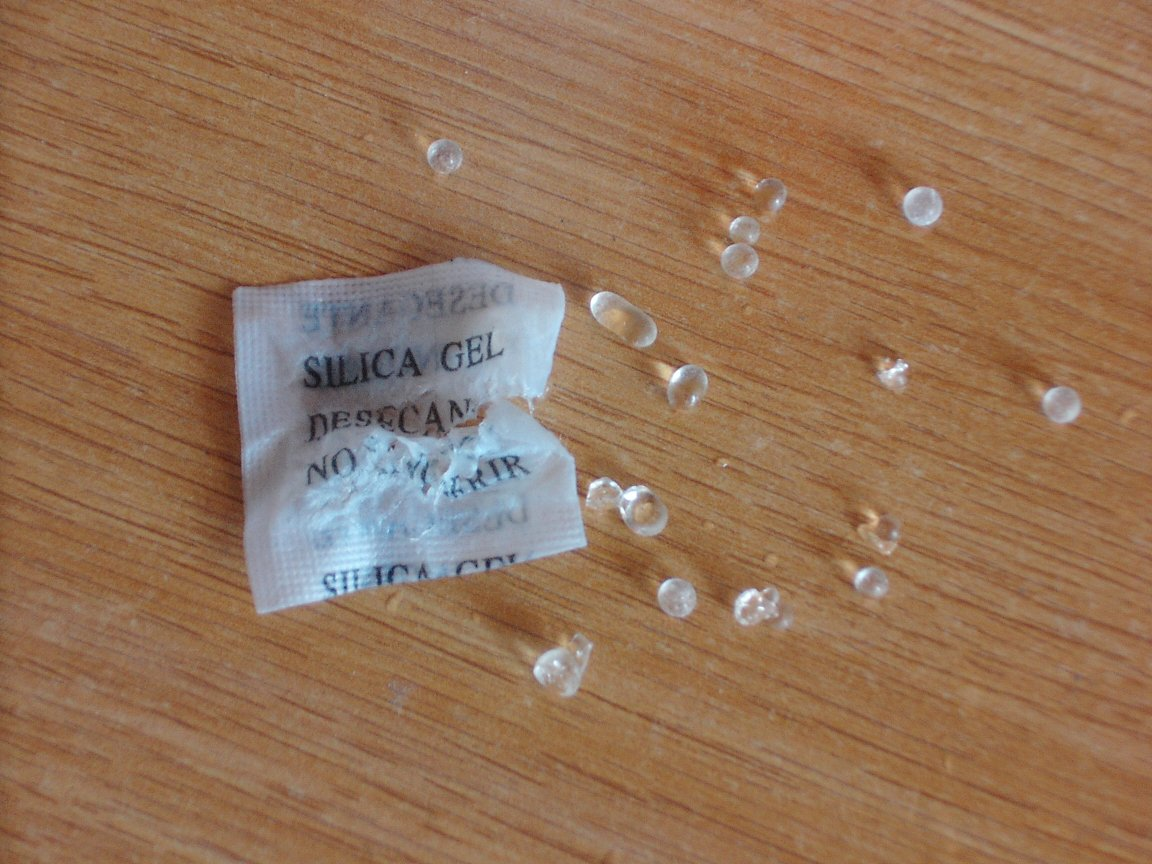
هلام السليكا عبارة عن حبيبات مجففة تستخدم عادة كحبات معبأة في كيس شفاف

وتوجد هلام السليكا في المنتجات الآتية :
1. المُنتجات الجلدية وكذلك بعض الأطعمة وذلك لأنها تقلل من الرطوبة فبالتالي تقلل من مستوى النمو للفطريات وتقلل أيضاً من التلف والتعفن
2. بعض الأدوات الإلكترونية ذلك لأنها تمنع عملية التكثف . والذي من الممكن أن يتلف هذه الأدوات .
3. قوارير الادوية والفيتامينات وسبب وجودها . نعلم بأن قوارير الادوية وخاصة الفيتامينات يتطلب عادةً حفظها في مكان بارد . فلو كان هناك نسبة معينة من الرطوبة ومن ثم وضعت هذه القوارير في مكان بارد فقد يتكثف بخار الماء . وبالتالي تُتلف الحبوب لذلك دائماً ما نجد السيلكا جل موجودة في أي مُنتج يتأثر بالرطوبة أو التكثف. وتعتبر السيلكا جل غير ضارة . فنحن نجدها أحياناً في الأطعمة. وهي عبارة عن ثاني أكسيد السيلكون الموجود في الكوارتز .وتحتوي السيلكا جل على العديد من الحبيبات المسامية التي تمتص الرطوبة ..ويمكن أن تمتص 40 % من وزنها من الرطوبة ...ولكن ماذا يحدث لو تشبعت السيلكا جل بالرطوبة .

### الكيمياء

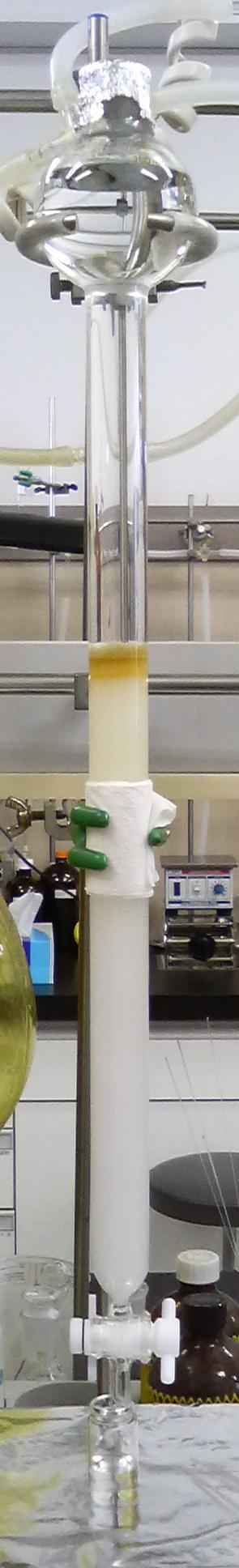
عمود كروماتوغرافيا

كرموتوغرافيا الفصل بالطبقة الرقيقة (TLC) هي تقنية تستخدم ل فصل مخاليط من المكونات. تستخدم في الطور الثابت: ويكون ذلك على لوح مغلف بطبقة رقيقة من المواد الممتزة على لوح من البلاستيك ، أوالزجاج، أو رقائق الألومنيوم، وهي وعادة السيليكا جل وهي نفسها المادة المدمصة في كروماتوغرافيا الاعمدة

## وصلات خارجية
- قالب:HPD
- UK Material Safety Datasheet
- Silica Gel with Moisture indicator: Instructions for Use Detailed use and re-drying info
- Silica Gel Dehumidifier FAQs Helpful Information on Rechargeable Silica Packs for Home Usage
- Silica-bound reagents Information on development and Tables illustrating reactivity
- Silica-bound scavengers General notes and Tables that summarize scavenging capacity